# The Rape of Lucrece

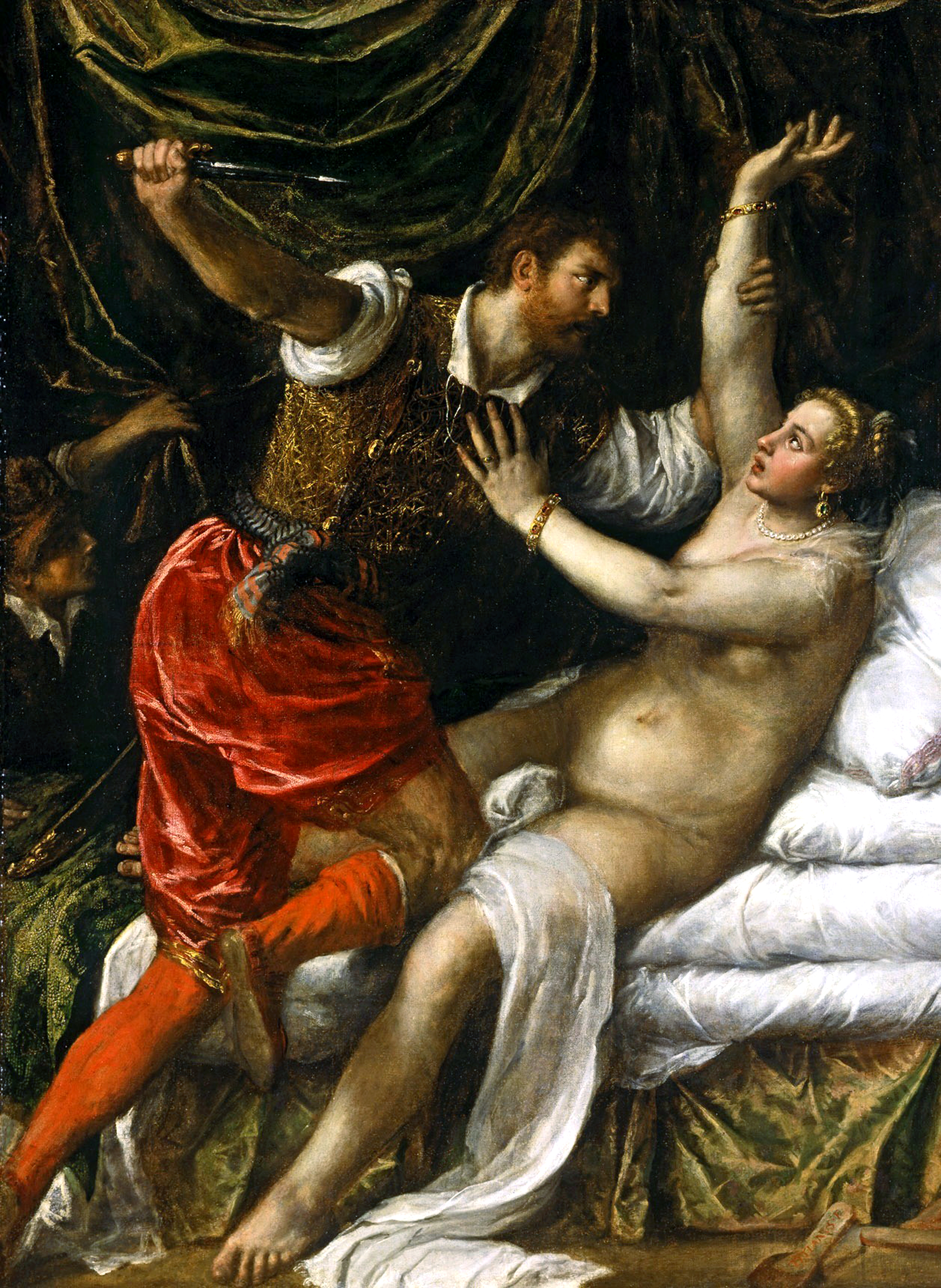
Tarquin e Lucrécia por Ticiano

The Rape of Lucrece (em português:  O Estupro de Lucrécia) (1594) é um poema narrativo de William Shakespeare sobre a lendária nobre romana Lucrécia. Em seu poema narrativo anterior, Vênus e Adônis (1593), Shakespeare havia incluído uma carta dedicatória ao seu patrono, o conde de Southampton, na qual prometia compor um "trabalho mais grave". Assim, The Rape of Lucrece tem um tom sério por toda parte.
O poema começa com uma dedicatória em prosa dirigida diretamente ao Conde de Southampton, que começa assim: "O amor que dedico a Vossa Senhoria é sem fim". Refere-se ao poema como um panfleto, que descreve a forma de sua publicação original de 1594.
A dedicatória é seguida por "O Argumento", um parágrafo em prosa que resume o contexto histórico do poema, que começa in medias res.
O poema contém 1.855 versos, divididos em 265 estrofes de sete versos cada. O metro de cada linha é pentâmetro iâmbico . O esquema de rimas para cada estrofe é ABABBCC, um formato conhecido como "rima real", que tem sido usado por Geoffrey Chaucer, John Milton e John Masefield.

## Publicação e título

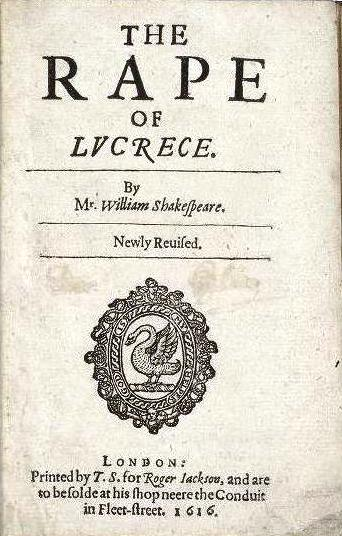
Página de rosto da sexta edição de The Rape of Lucrece (1616)

The Rape of Lucrece foi inscrito no Stationers' Register em 9 de maio de 1594 e publicado mais tarde naquele ano, em um impresso por Richard Field para o livreiro John Harrison ("o Velho"); Harrison vendeu o livro em sua loja na placa do White Greyhound no St. Paul's Churchyard. O título dado na página de rosto era simplesmente Lucrece, embora o título em execução em todo o volume, bem como o título no início do texto, seja The Rape of Lucrece. Os direitos autorais de Harrison foram transferidos para Roger Jackson em 1614; Jackson emitiu uma sexta edição (O5) em 1616. Outras edições octavo se seguiram em 1624, 1632 e 1655. O poema passou por oito edições antes de 1641.

## Análise e crítica
O Estupro de Lucrécia, uma das primeiras obras de Shakespeare, foi publicado um ano depois de Vênus e Adônis. É visto como um poema narrativo trágico, extremamente rico em imagens poéticas, fantasias e metáforas. Conta uma história moralista de uma má ação, o que a causou, como ocorreu e o resultado trágico.
Em uma análise pós-estruturalista do poema, Joel Fineman argumenta que The Rape of Lucrece, assim como os sonetos de Shakespeare, desconstrói a poética tradicional do louvor. Fineman observa que os eventos trágicos do poema são acionados precisamente pelo elogio hiperbólico de Lucrécia por Colatino; é sua "ostentação da soberania de Lucrécia" (29) que acende o desejo profano de Tarquínio. Não é o fato da castidade de Lucrécia, mas o fato de seu marido a elogiar com o "nome de 'casta'" que inspira o crime de Tarquínio: seu apetite aguçado" (8-9). O elogio de Colatino paradoxalmente cria as circunstâncias que arruinarão tanto a mulher que ele elogia quanto a integridade da própria retórica do elogio. Além disso, o próprio poema chama a atenção para sua própria cumplicidade na retórica fatal do elogio de Colatino: "o próprio poema realiza ou ativa essa mesma palavra de louvor de que fala" citando, no primeiro verso da segunda estrofe, seu próprio uso de "casta" no último verso da primeira estrofe: "Ao amor de Colatino, Lucrécia casta" (7). Para Fineman, a autocitação inicial do poema é apenas um exemplo de como "a própria retórica do poema está [...] performativamente implicada no estupro que relata". Em outras palavras, a abertura do poema destaca uma ligação intrínseca entre a linguagem do elogio poético e a violência sexual. Nessas mesmas estrofes de abertura, The Rape of Lucrece também reconhece como sua própria retórica poética faz parte dessa tradição literária mais ampla que une louvor e violência.
A análise feminista de Jane Newman do poema concentra-se em sua relação com o mito de Filomela e Procne do Livro VI das Metamorfoses de Ovídio. Na leitura de Newman, a tradição da violenta vingança feminina por estupro representada pelo mito de Filomela é reprimida em The Rape of Lucrece. O poema de Shakespeare alude vagamente ao mito de Ovídio, mas não apresenta o método de vingança de Procne e Filomela como uma opção autêntica para Lucrécia. Embora Lucrécia mantenha a capacidade de falar após o estupro (em contraste com a mutilada Filomela que perde toda a fala), Newman argumenta que o poema realmente limita a capacidade de Lucrécia de agir precisamente celebrando seu auto-sacrifício: "O aparente contraste de uma silenciosa Filomela, despojada do potencial de tal impacto no momento político ao qual ela pertence, efetivamente lança o suicídio de Lucrécia como a única forma de intervenção política disponível para as mulheres." Ironicamente, a eloquência retórica de Lucrécia bloqueia a possibilidade de que ela mesma pudesse buscar uma retribuição mais ativa e violenta contra Tarquínio, seu estuprador, e o regime monárquico que ele representa. Em vez disso, sua vingança deve ser realizada por agentes masculinos agindo em seu nome, particularmente Bruto, o fundador da República Romana, que imita a retórica abnegada de Lucrécia enquanto lidera a rebelião contra o pai de Tarquínio, o rei de Roma.